# Prostemma guttula

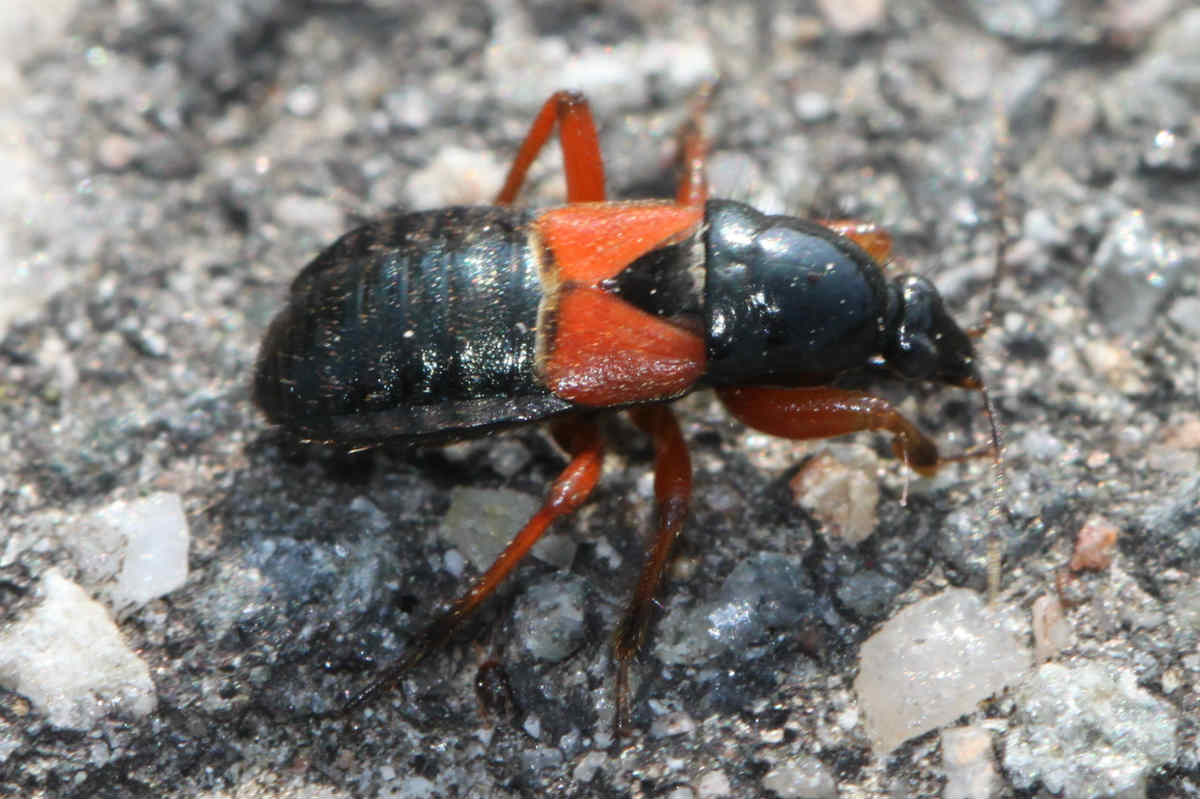
Prostemma guttula

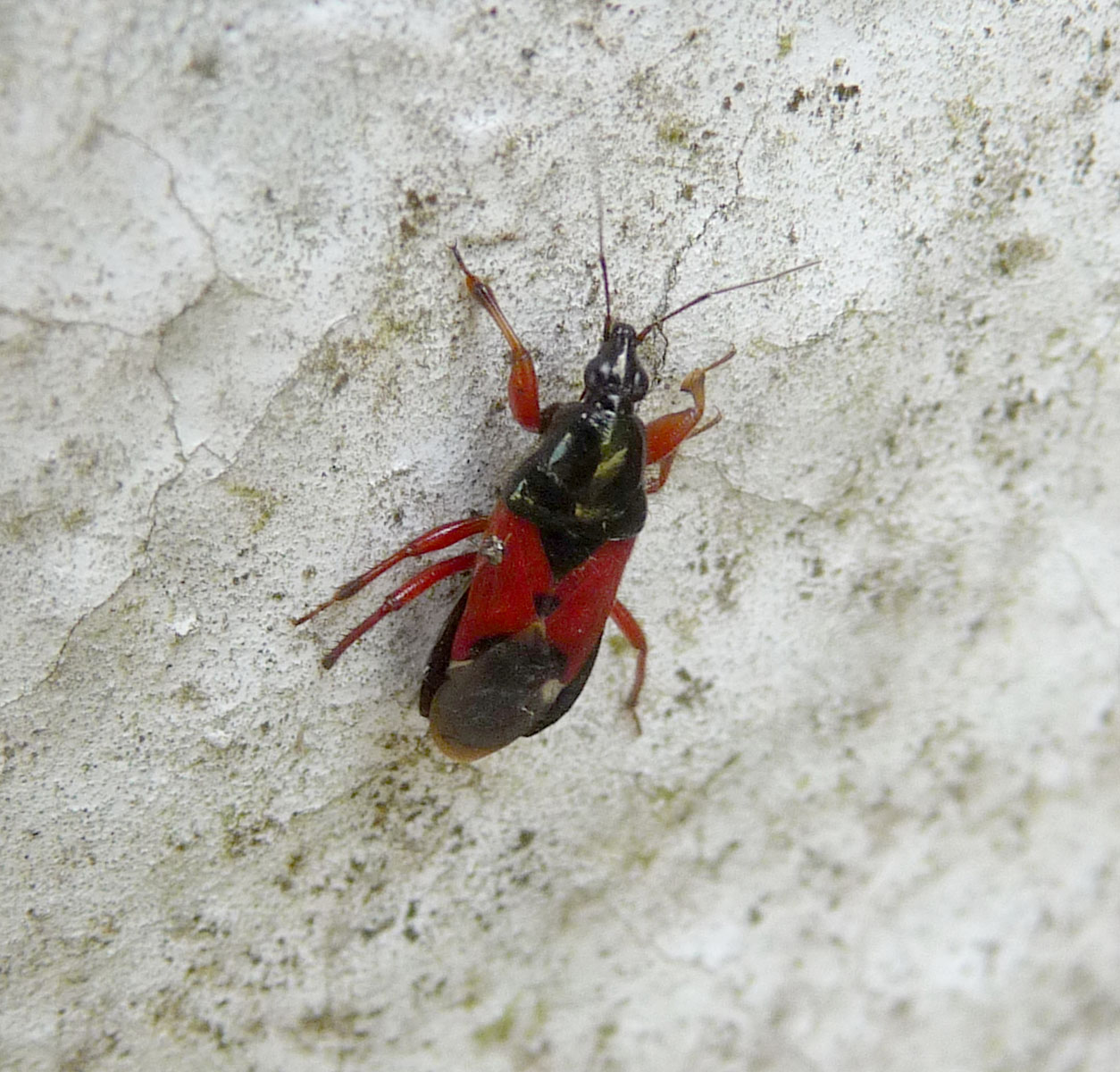
Langflügeliges Exemplar

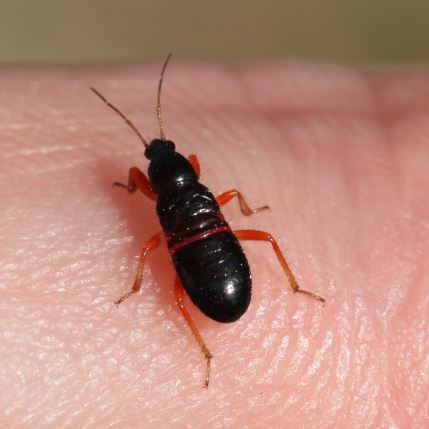
Nymphe von Prostemma guttula, Dorsalansicht

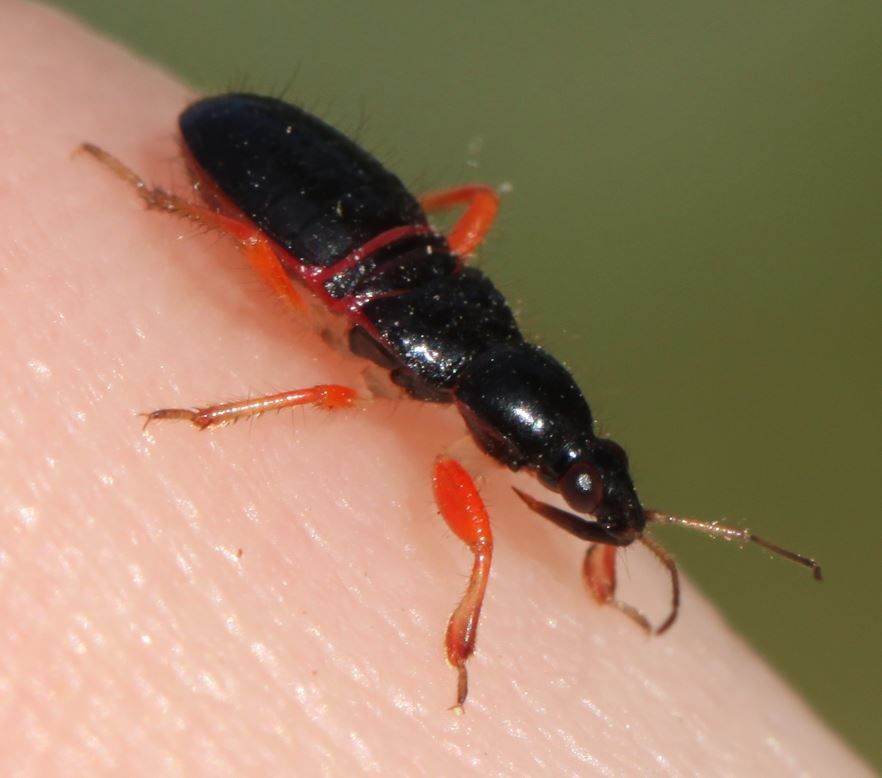
Nymphe von Prostemma guttula

Prostemma guttula ist eine Wanzenart aus der Familie der Sichelwanzen (Nabidae).

## Merkmale
Die Wanzen werden 7,5 bis 10,0 Millimeter lang. Der Halsschild ist schwarz gefärbt und trägt häufig einen blauen bis grünlichen metallischen Schimmer. Die Hemielytren und die Beine sind rot. Die Schenkel (Femora) der vorderen Beine sind kurz und dick. Die Stinkdrüsen liegen am Rücken des Hinterleibs. Es treten sowohl lang-, als auch kurzflügelige Individuen auf.

## Vorkommen und Lebensraum
Die Art ist die häufigste ihrer Gattung in Mitteleuropa. Sie tritt vom Mittelmeerraum und in Europa auf, fehlt aber in Nordeuropa. In Deutschland fehlt sie in Westfalen, im nördlichen Niedersachsen, in Schleswig-Holstein und im westlichen Mecklenburg-Vorpommern. Im Süden Deutschlands ist sie an vielen Stellen nicht selten, kann aber lokal auch fehlen. Im Norden tritt sie nur vereinzelt auf. In Österreich findet man sie vor allem im Alpenvorland.
Besiedelt werden trockene, warme Sand- oder Kalkböden mit niedriger Vegetation.

## Lebensweise
Prostemma guttula ernährt sich ausschließlich von anderen Wanzen, überwiegend von den Adulten und Nymphen von Bodenwanzen (Lygaeidae) und Arten der Pentatomoidea, hier insbesondere von Erdwanzen (Cydnidae). Sie spüren ihre Beute anhand ihres charakteristischen Wanzengeruchs der Absonderungen der Duftdrüsen auf. Dies wurde anhand von Experimenten mit anderen Insekten, die mit diesen Duftstoffen versehen wurden, erforscht. Bei der Jagd sticht Prostemma guttula ihre Beute vor allem im Kopfbereich nahe dem Rüsselansatz. Kleinere Beute wird direkt festgehalten und ausgesaugt; größere Beutetiere werden zunächst nach dem Stechen losgelassen und bis zur Reglosigkeit verfolgt. Tagsüber halten sich die Tiere unter Steinen, Blattrosetten oder in Pflanzenpolstern versteckt.

## Belege